# グライエアルプス山脈
グライエアルプス山脈（グライエアルプスさんみゃく、英語: Graian Alps＝グレイアン・アルプス、イタリア語: Alpi graie＝アルピ・グライエ、英語: Alpes grées＝アルプ・グレ）はヨーロッパアルプスの西アルプス山脈群の西南部にある山脈で、フランス・スイス・イタリアにまたがっている。この中のモンブラン山塊（Mont Blanc Massif）にはモンブラン（ヨーロッパの最高峰）、モンブラントンネル、メール・ド・グラース氷河などがある。  「グライエ」は以前このあたりに住んでいたケルト人の言葉と言われている。

## 山

### モンブラン山塊
- モンブラン (4810m)
- グランド・ジョラス (4205m)
- エギーユ・デュ・ミディ (3843m)

### 中央グライエアルプス山脈
- ポヮント・ド・シャルボネル (en:Pointe de Charbonnel、3760m)

### 東グライエアルプス山脈
- グラン・パラディーゾ (4061m)

### 西グライエアルプス山脈
- グランド・キャス (en:Grande Casse、3855m)

## 氷河
- メール・ド・グラース氷河

## 峠とトンネル
- モンブラントンネル（シャモニー～アオスタ）
- プチ・サン・ベルナール峠

## 参照
- モンブラン山塊 (Mont Blanc Massif)